# Charles Stewart, Hầu tước thứ 3 xứ Londonderry
Charles William Stewart, Hầu tước thứ 3 xứ Londonderry, KG, GCB, GCH, PC (1778–1854) là một nhà quý tộc người Anh-Ireland, một người lính và một chính trị gia người Anh. Charles đã phục vụ trong Chiến tranh Cách mạng Pháp, trong cuộc đàn áp cuộc Nổi loạn Ireland năm 1798 và trong các cuộc chiến tranh Napoléon. Charles đã xuất sắc trong vai trò chỉ huy kỵ binh trong Chiến tranh Bán đảo (1807–1814) dưới quyền John Moore và Arthur Wellesley, Công tước thứ 1 xứ Wellington.